# Melantio
Melantio o Melanzio è un eroe minore della mitologia greca.
Eroe troiano, combatte nelle file dell'esercito impegnato nella difesa delle mura della città di Troia durante il lungo assedio. Nell'Iliade compare solo una volta, nel Libro VI.
Viene ucciso dal forte eroe troiano Euripilo.
(Iliade, libro VI)